# Savoraim
Savoraïm (en arameu: סבוראים en singular: Savorà «aquell que pensa» o «aquell que pondera») és un terme usat en la història del poble jueu per designar als savis rabínics que van viure des del final del període dels Amoraïm, al voltant de l'any 500 EC, fins al principi dels Gueonim, al voltant de l'any 625 EC. Com a grup, també són anomenats Rabeinu Sevorai o Rabanan Saborai, i van poder haver jugat un rol important en donar al Talmud l'estructura actual. Estudiosos moderns també usen el terme Stamaim pels autors de comentaris no atribuïts a cap mestre de la Guemarà.

## Rol en la forma actual del Talmud
Molta de la literatura clàssica rabínica generalment manté que el Talmud de Babilònia (Talmud Babli) es va acabar de redactar al voltant de l'any 550. No obstant això, algunes afirmacions de la literatura clàssica, i anàlisi a posteriori, han portat molts erudits a concloure que el Talmud Babli va ser polit pels Savoraim, si bé no es van fer canvis significatius.
En algunes ocasions, diverses versions de la mateixa discussió legal són incloses amb variacions menors. El text també remarca que diverses opinions que emanen de diferents acadèmies talmúdiques.
Sherira Gaon assenyala que Rab Yose va ser el darrer dels Savoraïm. Ocasionalment, alguns Savoraïm en específic són esmentats al Talmud, com Rabí Aha, que d'acord amb Rashbam va ser un Savora.

## Llista d'alguns Savoraïm
- Rafram
- Rav Sama B'rei d'Rava
- Rav Yosi
- Rav Simonia
- Rav Ravoi Em-Rov
- Mar Chanan Em-Ashkaya
- Rav Mari

## Llocs externs
- Jewishencyclopedia.com: Sabora